# Bełzów
Bełzów – wieś sołecka w Polsce położona w województwie świętokrzyskim, w powiecie kazimierskim, w gminie Skalbmierz.
W latach 1975–1998 miejscowość administracyjnie należała do województwa kieleckiego.

## Części wsi
| SIMC    | Nazwa | Rodzaj    |
| ------- | ----- | --------- |
| 0267631 | Łany  | część wsi |

## Historia
W wieku XIX wieś podlegała administracyjnie gminie Boszczynek i parafii Skalbmierz

W roku 1827 w Bełzowie było 22 domy, 122 mieszkańców.
Z zapisów Długosza wiadomo, że w połowie XV wieku dziedzicem wsi był Jan Kot herbu Pilawa, wieś miała wówczas 2½ łana kmiecego, dwóch zagrodników, folwark i karczmę.Dziesięciną dzieliły się 3 prebendy katedry krakowskiej. (Długosz L.B. t.I s.29)